# Menino Deus (Porto Alegre)
Menino Deus é um bairro da zona central da cidade brasileira de Porto Alegre, situado na região centro-sul da capital do estado  do Rio Grande do Sul. Foi criado pela Lei 2.022 de 7 de dezembro de 1959, com limites alterados pela Lei 4.685 de 21 de dezembro de 1979. Em 2019 o bairro contava com: 31.650 habitantes, distribuídos por seus 230,1 hectáres, com uma densidade populacional de 13.754,88 hab./km². A taxa de analfabetismo do bairro era de 0,75%, acentuadamente menor que o índice geral de Porto Alegre que era de 3,86%. A renda média era de 7,95 salários mínimos por domicílio. O seu Índice de Desenvolvimento Humano Municipal é de 0,924, elevado em comparação o índice de 0,805 da cidade.

## Histórico

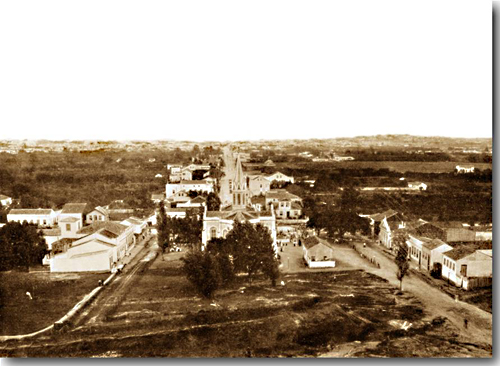
Fotografia do Menino Deus ainda em formação, c. 1900, por Virgílio Calegari.

O Menino Deus é considerado o mais antigo arraial de Porto Alegre, pois foi o primeiro território a ter sido reconhecido enquanto agrupamento semi-independente do Centro Histórico, com que mantinha relações comerciais e administrativas. Muitas de suas terras pertenceram a Sebastião Francisco Chaves, dono da estância São José.
A denominação originou-se da devoção ao Menino Deus, trazida a Porto Alegre pelos colonos açorianos.Na ano de 1853 foi inaugurada a capela do Menino Deus, cujas festas natalinas atraíam até os moradores do centro da cidade e de outros bairros em formação. As casas erguidas ao redor da capela e a abertura de novas ruas impulsionaram o desenvolvimento da região. Contudo, tal igreja, originalmente de estilo gótico, foi demolida na década de 1970 para dar lugar à atual igreja, de arquitetura moderna.
Na década de 1860, uma linha de transporte público chamada de maxambomba entrou no Menino Deus, mas devido à sua ineficiência — transitava sobre trilhos de madeira —, acabou cedendo lugar para linhas de bonde puxadas por burros, em 1873. À época, as casas do bairro pertenciam às camadas de maior poder aquisitivo da cidade, cujas festas paroquiais e atividades tornaram o trânsito do Menino Deus movimentado. Os moradores costumavam frequentar o Hipódromo Rio Grandense (1888), exposições de agropecuária e o Estádio dos Eucaliptos (1931). Além disso, o Grêmio Náutico Gaúcho constitui um tradicional clube do bairro.
A ligação do Menino Deus com a Cidade Baixa e o centro dava-se através da atual Avenida Getúlio Vargas, que tinha seu início na ponte sobre o arroio Dilúvio, erguida em 1850. Com o prolongamento da Avenida Borges de Medeiros, a partir da década de 1950, após o aterro da Praia de Belas, o acesso ao bairro foi ampliado, facilitando sua expansão e urbanização.

## Características atuais
Residencial desde sua origem, o Menino Deus é considerado um bairro de classe média alta, que dispõe de proximidade com centros comerciais e de lazer.
A população residente no bairro Menino Deus, segundo dados do Censo 2010, possui escolaridade mais elevada do que a média da cidade. Além disto, a taxa de analfabetismo é 0,71%, uma das mais baixas da cidade de Porto Alegre. 
O rendimento médio dos responsáveis pelo domicilio é de 8,74 (salário mínimo)  e a renda média mensal dos trabalhadores é de R$2.690 . Segundo dados do Censo, em 2010, a renda per capita dos moradores do Menino Deus era de R$ 3.264,67, enquanto no município Porto Alegre é de R$ 1.758,27 e na RM de Porto Alegre, de R$ 1.143,12. Em 2010, mais de metade (54,26%) dos trabalhadores moradores no Menino Deus recebiam acima de 5 salários mínimos (.
O Índice de Desenvolvimento Humano Municipal (IDHM) do bairro Menino Deus  é 0,927, em 2010, enquanto o IDHM da cidade de Porto Alegre é de 0,805. O percentual de pobres era de 0,27% em 2000 e 1,02% em 2010.
O Menino Deus faz divisa com o bairro Santa Teresa, onde está localizada a favela da Vila Cruzeiro, uma das duas grandes concentrações de baixa renda e baixa empregabilidade da cidade de Porto Alegre.

### Lazer
O Parque Marinha do Brasil, localizado na  avenida Borges de Medeiros, 2035, bairro Menino Deus, bem como a Orla do Guaíba são os principais pontos de lazer dos moradores do bairro Menino Deus e de Porto Alegre.  

### Segurança pública
O policiamento do bairro Menino Deus é feito pelo 1º Batalhão da Polícia Militar (BPM) e pelo 9º BPM - Batalhão de Polícia Militar. Há no bairro a 2ª Delegacia de Polícia Civil, localizada Av. Getúlio Vargas, 1250. 
No bairro Menino Deus e seus arredores estão localizados diversos tribunais e importantes órgãos municipais, estaduais e federais. Também estão sediados órgãos relacionados à segurança pública, mas não responsáveis pelo policiamento do Brasil, tais como o 3º Batalhão de Polícia no Exército e a 2ª Delegacia da Polícia Federal. 

Quadro 1: Órgãos de segurança pública presentes no bairro Menino Deus, junho de 2020.
| Órgão                                | Endereço                                                             | População Atendida |
| 1º BPM - Batalhão de Polícia Militar | R. Dezessete de Junho, 387 https://www.brigadamilitar.rs.gov.br/1bpm | 25 bairros atendidos, 376 mil habitantes. Criado em 1892 |
| 9º BPM - Batalhão de Polícia Militar | Av. Praia de Belas, 800 https://www.brigadamilitar.rs.gov.br/9bpm    | Criado em 1955. Responsável pelo policiamento na área central da cidade, englobando os principais órgãos públicos Federais, Estaduais e Municipais.                                                    |
| 2ª Delegacia da Polícia Civil        | Av. Getúlio Vargas, 1250                                             | Bairros atendidos: Menino Deus, Azenha, Santana, Praia de Belas, trechos da Cidade Baixa, Medianeira e Santa Tereza. Criada em 1966. O prédio atual foi inaugurado em 2007 e tem 1150 metros quadrados |
| 3º Batalhão de Polícia no Exército   | Rua Corrêa Lima, 350                                                 | |
| 2ª Delegacia da Polícia Federal      | Avenida Ipiranga                                                     | |

Em 2019, no bairro Menino Deus, foram registrados 411 boletins de ocorrência (B.O.), de roubo/furto à pedestre, sendo que 13 desses ocorreram lesões na vítima, e 65 roubos/furto de veículos.  A tabela 1 apresenta os locais com maior ocorrência de crimes no bairro Menino Deus em 2019. 
Tabela 1: Logradouros com maior ocorrência de crimes (roubo/furto a pedestre e roubo/furto veículos), Menino Deus, 2019
| Logradouro      | Qtde B.O. |
| Érico Veríssimo | 52        |
| José de Alencar | 44        |
| Getúlio Vargas  | 43        |
| Múcio Teixeira  | 32        |
| Botafogo        | 24        |
| Marcílio Dias   | 23        |
| Gonçalves Dias  | 20        |
| Demais ruas     | 228       |
| Total           | 466       |

## Pontos de referência

### Áreas verdes
- Praça Memorial dos Eucaliptos
- Praça Álvaro Coelho Borges
- Praça Augusto César Sandino
- Praça Cinquentenário da Rádio Gaúcha
- Praça Espanha
- Praça Estado de Israel
- Praça Estado de Santa Catarina
- Praça Itália
- Praça Jorge Alencastro de Oliveira
- Praça Lupicínio Rodrigues
- Praça Menino Deus
- Praça Rotary
- Praça Theodor Wiederspahn

### Educação
- Escola Estadual de Ensino Básico Presidente Roosevelt
- Escola Estadual de Ensino Fundamental Cândido Portinari
- Escola Estadual de Ensino Fundamental Euclides da Cunha
- Escola de Ensino Fundamental Mané Garrincha
- Escola Estadual de Ensino Médio Infante Dom Henrique
- Escola Estadual de Ensino Fundamental William Richard Schisler

### Esporte e lazer
- Centro Estadual de Treinamento Esportivo (CETE)[8]
- Grêmio Náutico Gaúcho[9]
- Sede esportiva do Clube do Comércio de Porto Alegre[10]
- Teatro Nilton Filho

### Tribunais
- Tribunal Regional do Trabalho da 4.ª Região;
- Tribunal Regional Eleitoral do Rio Grande do Sul;

### Outros
- 1° e 9° Batalhões de Polícia Militar
- Centro Municipal de Cultura, Arte e Lazer Lupicínio Rodrigues
- Centro de Pesquisas Rodoviárias
- Conselho Regional de Contabilidade do Rio Grande do Sul
- Departamento Municipal de Água e Esgoto (DMAE)
- Fundação Estadual de Pesquisa Agropecuária (FEPAGRO)
- Hospital Mãe de Deus[11][12]
- Igreja Menino Deus[13]
- Secretaria da Agricultura e Abastecimento do Rio Grande do Sul
- Vinho e Arte Casa

## Homenagens
O cantor e compositor baiano Caetano Veloso compôs a música "Menino Deus" em homenagem ao bairro, logo após uma de suas visitas à capital gaúcha, em 1982. Caetano estava em um táxi quando viu uma placa de trânsito que dizia "Menino Deus / Tristeza / Ipanema", nomes de bairros de Porto Alegre. "A placa era um poema pronto, que eu decidi musicar. Aí fui para o hotel e comecei… mas o resto da placa não veio.". Na época, o Menino Deus era famoso por seus bares e a sua agitada rotina noturna, que se desenvolviam nas redondezas da Avenida Getúlio Vargas e a Avenida Ipiranga. Hoje em dia, pouco restou desses mesmos locais de diversão, sendo que muitos migraram para o bairro Cidade Baixa.
A canção "Menino Deus", foi gravada inicialmente pelo grupo A Cor do Som e, posteriormente, por Caetano no registro de Noites do Norte Ao Vivo (2001). Em 2024, durante as enchentes no Rio Grande do Sul que, naquele ano, acometeram, inclusive, o bairro Menino Deus, Caetano e Maria Bethânia regravaram a canção, como uma "prece" e uma "oração ao povo gaúcho", nas palavras de ambos, respectivamente.

## Moradores notórios
- Caio Fernando Abreu, escritor e jornalista[18]
- Rafinha Bastos, humorista[19]
- Vieira da Cunha, político[carece de fontes?]
- Renato Borghetti, músico[20]
- Carla Fachim, apresentadora
- Daniel Torres, cantor

## Limites atuais
Ponto inicial e final: encontro da Avenida Aureliano de Figueiredo Pinto com a Avenida Praia de Belas; desse ponto segue pela Avenida Praia de Belas até a Avenida Padre Cacique, por essa até a Rua Miguel Couto, por essa até a Rua Correa Lima, por essa até a Rua Mariano de Mattos, entroncamento com a Rua José de Alencar; segue pela Rua José de Alencar até a Avenida Érico Veríssimo, por essa até a Avenida Aureliano de Figueiredo Pinto, por essa até a Avenida Praia de Belas, ponto inicial.
Os seus bairros vizinhos são: Azenha, Praia de Belas, Cidade Baixa, Medianeira e Santa Teresa.

## Lei dos limites de bairros- proposta 2015-2016
No fim do ano de 2015, as propostas com as emendas foram aprovadas pela câmara de vereadores da cidade de Porto Alegre. Em relação aos limites atuais, há algumas alterações. A alteração mais importante foi a mudança do limite com a Cidade Baixa para a Avenida Aureliano de Figueiredo Pinto.  

## Galeria

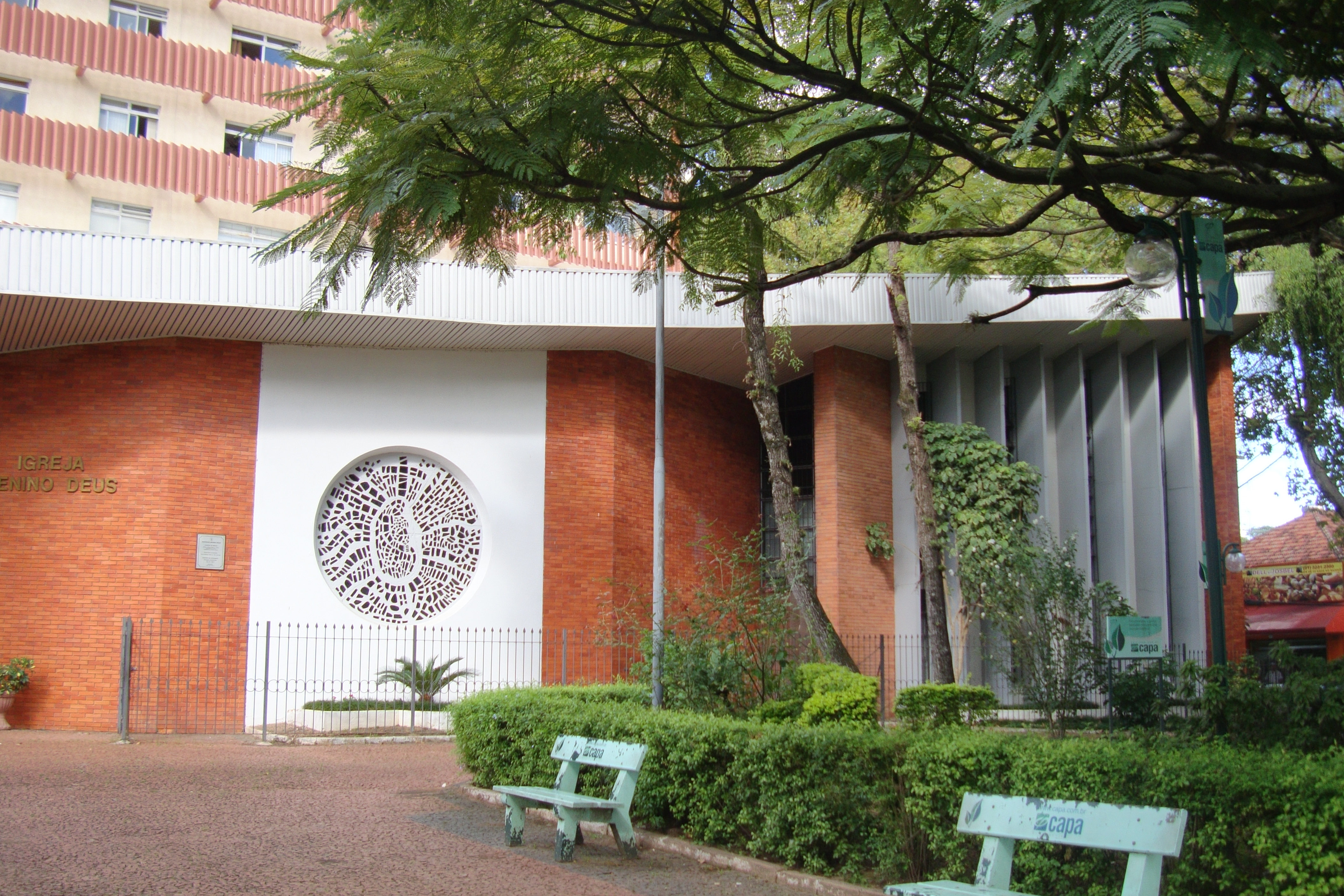
Igreja Menino Deus.
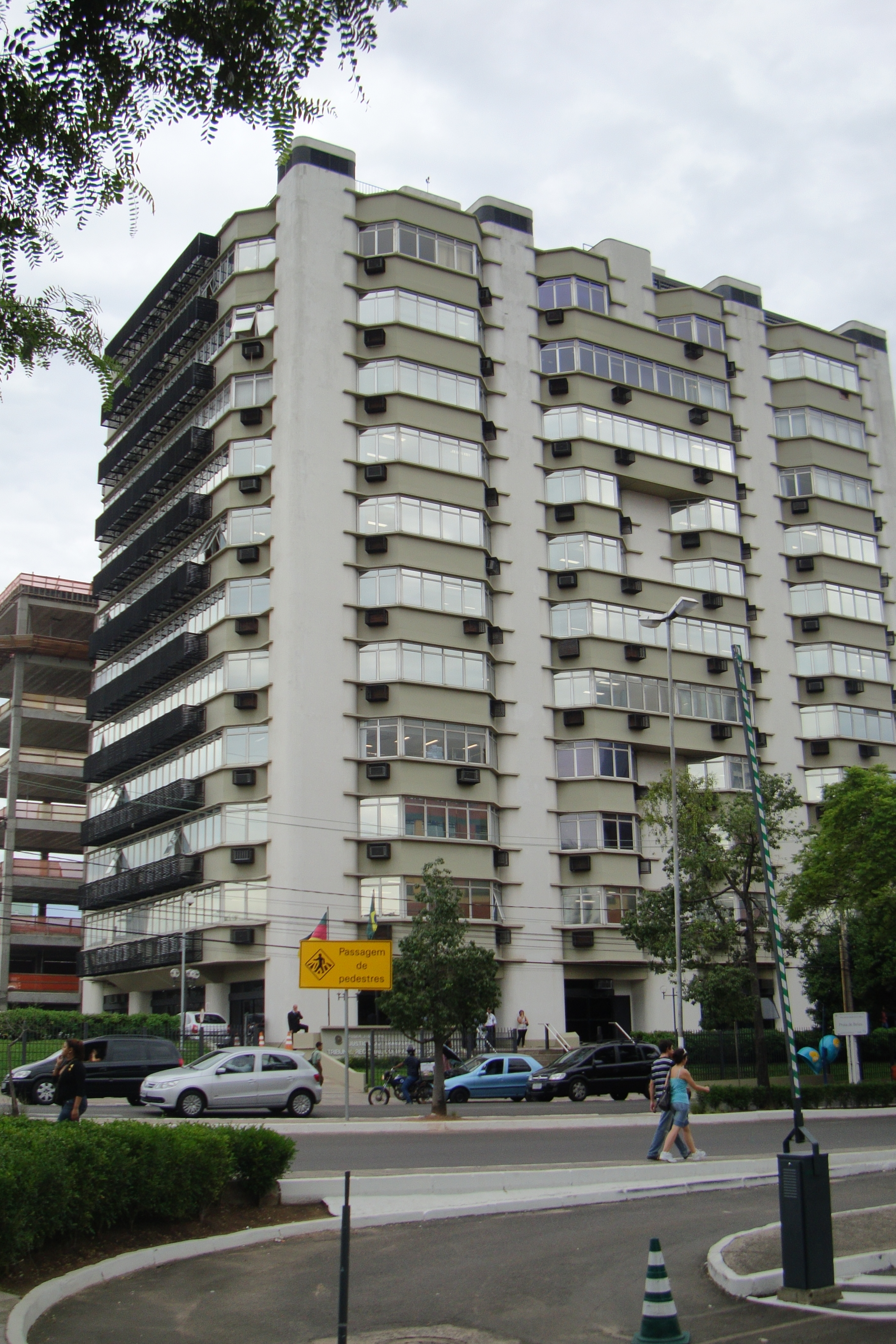
O Tribunal Regional do Trabalho da 4.° Região.
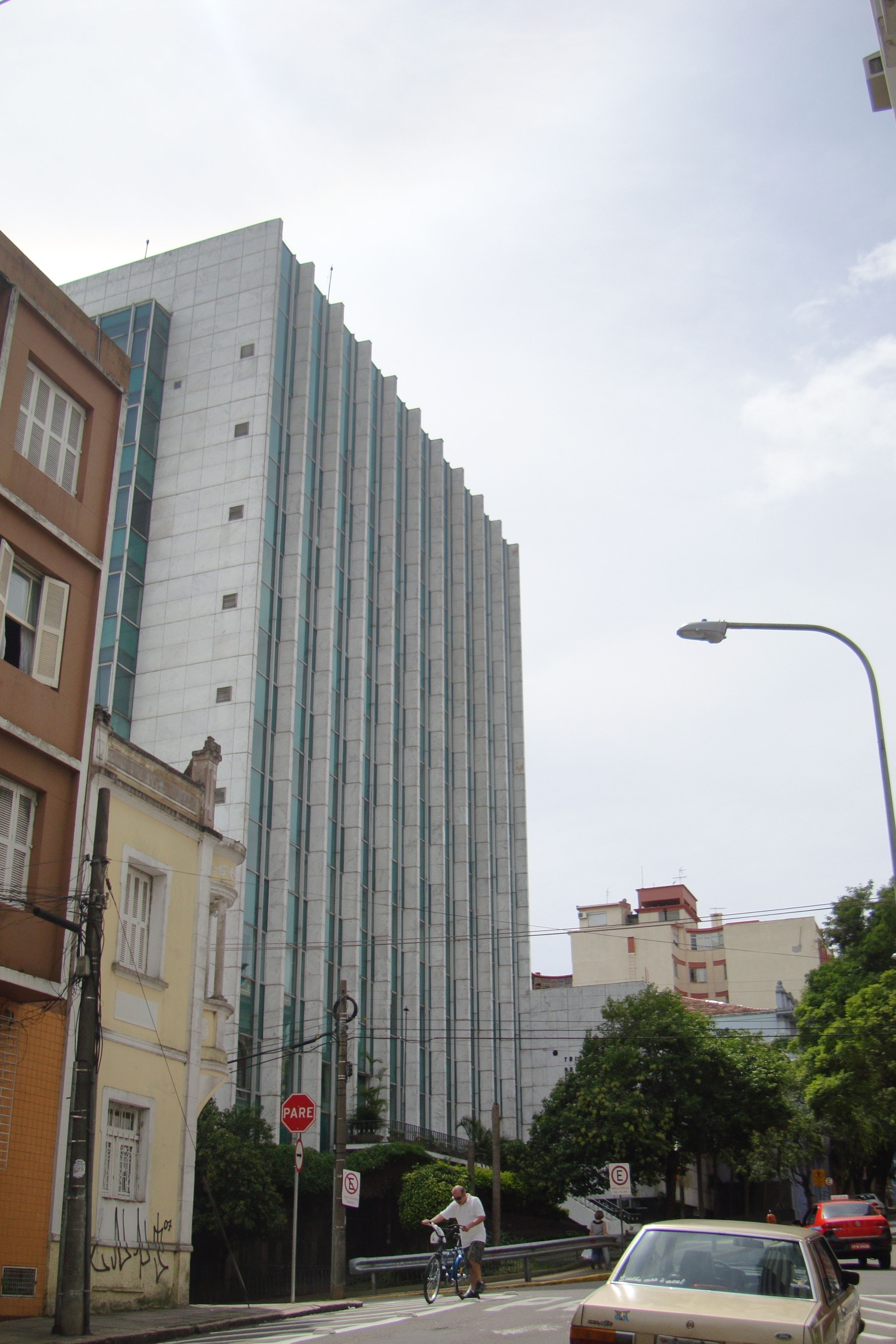
O Tribunal Regional Eleitoral do Estado.